# Cattedrale di Nostra Signora Regina della Pace (Broome)
La cattedrale di Nostra Signora Regina della Pace (in inglese: Our Lady Queen Of Peace Cathedral) è il principale luogo di culto cattolico della città di Broome, in Australia, e sede vescovile della diocesi di Broome.

## Storia
Nel 1899 è stata costruita sul sito dell'attuale cattedrale una chiesa in legno, dedicata a Nostra Signora della Pace, con l'aiuto di pescatori di perle filippini. Successivamente la torre e altre modifiche sono state completate nell'aprile del 1904.
All'inizio degli anni 1960 la vecchia chiesa di legno e di ferro aveva bisogno di interventi di salvaguardia. Il cattivo stato della chiesa, combinato con il fatto che l'edificio era troppo piccolo per la crescente comunità di fedeli, portarono alla scelta di edificare nuova chiesa per la città.
Stan Costello, originario di Perth, è stato incaricato di progettare la nuova chiesa di Broome. La costruzione, in una posizione adiacente al sito della vecchia chiesa, ebbe inizio nell'aprile del 1963 e continuò fino al settembre 1963. La nuova chiesa di Nostra Signora Regina della Pace è stata dedicata l'8 settembre 1963.
L'antica chiesa fu successivamente demolita, mentre la campana, originariamente portata a Broome da sacerdoti trappisti francesi, è stata conservata a ricordo dei tempi pionieristici della chiesa nella regione.